# Mecodina analis
Mecodina analis là một loài bướm đêm trong họ Erebidae.